# Tennistoernooi van Auckland 2020
|                                          |  |                                    |
| Serena Williams, winnares bij de vrouwen |  | Ugo Humbert, winnaar bij de mannen |

Het tennistoernooi van Auckland van 2020 werd van 6 tot en met 18 januari 2020 gespeeld op de hardcourtbanen van het ASB Tennis Centre in de Nieuw-Zeelandse stad Auckland. De officiële naam van het toernooi was ASB Classic.
Het toernooi bestond uit twee delen:
- WTA-toernooi van Auckland 2020, het toernooi voor de vrouwen (6–12 januari)
- ATP-toernooi van Auckland 2020, het toernooi voor de mannen (13–18 januari)

## Toernooikalender
| WTA               | januari 2020 | januari 2020 | januari 2020 | januari 2020 | januari 2020 | januari 2020 | januari 2020 | januari 2020 |
| WTA               | maa 6        | din 7        | woe 8        | woe 8        | don 9        | vrĳ 10       | zat 11       | zon 12       |
| ----------------- | ------------ | ------------ | ------------ | ------------ | ------------ | ------------ | ------------ | ------------ |
| vrouwenenkelspel  | 1e ronde     | 1e ronde     | 2e ronde     | 2e ronde     | 2e ronde     | kwartfinale  | halve finale | finale       |
| vrouwendubbelspel | 1e ronde     | 1e ronde     | 1e ronde     | 2e ronde     | 2e ronde     | halve finale | halve finale | finale       |

| ATP              | januari 2020 | januari 2020 | januari 2020 | januari 2020 | januari 2020 | januari 2020 | januari 2020 |
| ATP              | maa 13       | din 14       | woe 15       | woe 15       | don 16       | vrĳ 17       | zat 18       |
| ---------------- | ------------ | ------------ | ------------ | ------------ | ------------ | ------------ | ------------ |
| mannenenkelspel  | 1e ronde     | 1e ronde     | 1e ronde     | 2e ronde     | kwartfinale  | halve finale | finale       |
| mannendubbelspel |              | 1e ronde     | 1e ronde     | 1e ronde     | 2e ronde     | halve finale | finale       |

ATP-toernooi van Auckland‎ – WTA-toernooi van Auckland

2016 · 
2017 · 
2018 · 
2019 · 
2020 · 2021 · 2022 · 
2023 · 
2024 · 
2025